# Tribalus interruptus
Tribalus interruptus är en skalbaggsart som beskrevs av Vienna 1993. Tribalus interruptus ingår i släktet Tribalus och familjen stumpbaggar. Inga underarter finns listade i Catalogue of Life.